# Daniela Forever
Daniela Forever är en spansk-amerikansk romantisk dramafilm som hade premiär på Toronto internationella filmfestival den 6 september 2024. Den är regisserad av Nacho Vigalondo som även skrivit filmens manus.

## Handling
Följer en man som deltar i en sömnstudie för att göra det möjligt för honom att återskapa sitt liv med sin flickvän, som dog i en olycka, genom klardrömmar.

## Rollista (i urval)
- Henry Golding - Nicolas
- Beatrice Grannò - Daniela
- Rubén Ochandiano - Garrido
- Aura Garrido - Teresa
- Nathalie Poza - Victoria